# Lübbecke
Lübbecke è una città di 25 674 abitanti della Renania Settentrionale-Vestfalia, in Germania.
Appartiene al distretto governativo (Regierungsbezirk) di Detmold ed al circondario (Kreis) di Minden-Lübbecke (targa MI).
Lübbecke si fregia del titolo di "Media città di circondario" (Mittlere kreisangehörige Stadt).

## Gemellaggi[2]
- Bayeux, dal 1968
- Dorchester, dal 1973
- Tiszakécske, dal 1989
- Bad Liebenwerda, dal 1990